# Tesla 623A Máj

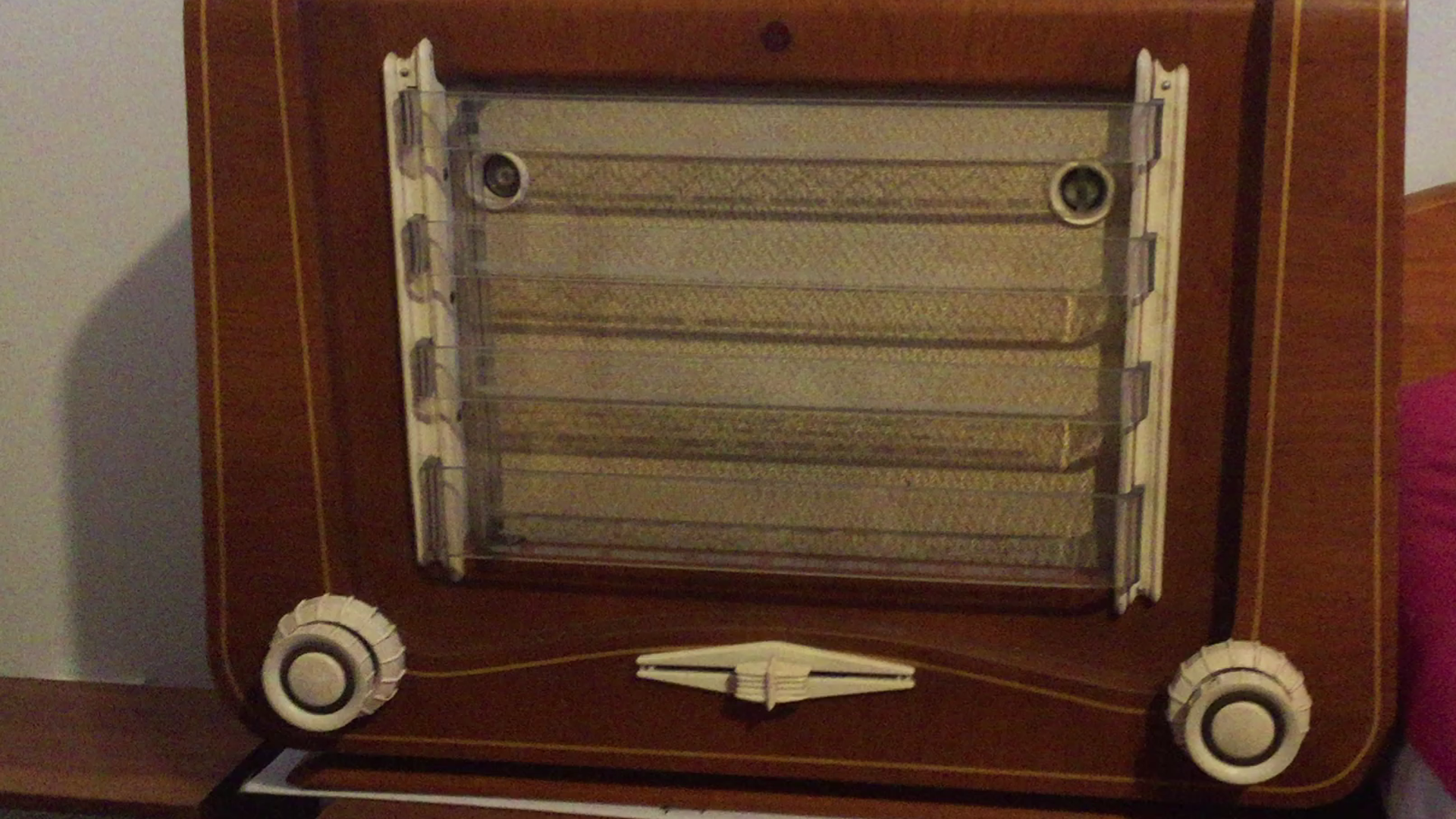
Tesla Máj, typ 623A

Tesla 623A Máj je elektronkový rozhlasový přijímač vyráběný firmou Tesla Přelouč, n.p. v letech 1956–1957. 
Přijímač nemá feritovou anténu, je nutné připojit vlastní (na KV stačí krátký drát). Anténa a zemnění se připojuje do obdélníku na zadní stěně. Anténa se připojuje do horní dírky, zemnění do dolní. 

## Ovládání přijímače
Ovládání by mělo platit i pro starší typ Tesla 620A Máj
Na zapínání a nastavení hlasitosti rádio slouží kolečko vlevo menšího průměru. Rádio se zapíná speciálním způsobem, když se kolečko hlasitosti vysune, přijímač se zapne. Na ovládání tónové clony slouží kolečko vlevo většího průměru. Rádio má 4 pásma, a ještě 2 nastavení vlastního zvuku (vlastní zvuk můžete zapojit do rádia pomocí 3.5mm jacku v zadní straně (v levém kolečku levá dírka)), ty se ovládají pomocí kolečka vpravo menšího průměru. Pořadí pásem je: KV1, KV2, SV, DV, Vstup 1, Vstup 2 (pro vlastní zvuk doporučuji Vstup 2). Ladit můžete pomocí kolečka vpravo většího průměru a taky pomocí předvoleb. Pŕedvolby můžete měnit posuvným knoflíkem uprostřed rádia (pořadí by mělo být: DV, bez předvolby, SV1, SV2). Frekvence předvoleb můžete ladit pomocí otočných knoflíků na zadní straně rádia. Doladit stanici můžete pomocí tzv. magického oka (elektronky EM11). Pomocí světla (na druhé straně od magického oka) můžete zjistit jestli rádio je zapnuté na vstup, předvolbu, nebo jde ladit. Když světlo nesvítí, můžete volně ladit na pásmu, které je zrovna zapnuté. Pokud světlo svítí žlutě, máte zapnutou předvolbu. Pokud světlo svítí zeleně, máte zapnutý Vstup 1 (standardní deska). Pokud světlo svítí červeně, máte zapnutý Vstup 2 (dlouhohrající deska). 